# Lagarde-sur-le-Né
Lagarde-sur-le-Né és un municipi francès situat al departament del Charente i a la regió de la Nova Aquitània. L'any 2007 tenia 180 habitants.

## Demografia

### Població
El 2007 la població de fet de Lagarde-sur-le-Né era de 180 persones. Hi havia 72 famílies de les quals 16 eren unipersonals (8 homes vivint sols i 8 dones vivint soles), 32 parelles sense fills, 20 parelles amb fills i 4 famílies monoparentals amb fills.
La població ha evolucionat segons el següent gràfic:
Habitants censats

### Habitatges
El 2007 hi havia 82 habitatges, 75 eren l'habitatge principal de la família, 1 era una segona residència i 6 estaven desocupats. Tots els 81 habitatges eren cases. Dels 75 habitatges principals, 61 estaven ocupats pels seus propietaris, 7 estaven llogats i ocupats pels llogaters i 7 estaven cedits a títol gratuït; 1 tenia una cambra, 4 en tenien dues, 10 en tenien tres, 13 en tenien quatre i 47 en tenien cinc o més. 54 habitatges disposaven pel capbaix d'una plaça de pàrquing. A 28 habitatges hi havia un automòbil i a 42 n'hi havia dos o més.

### Piràmide de població
La piràmide de població per edats i sexe el 2009 era:
| Homes | Edats   | Dones |
| ----- | ------- | ----- |
| 0     | 95 o +  | 0     |
| 4     | 90 a 94 | 0     |
| 0     | 85 a 89 | 8     |
| 0     | 80 a 84 | 0     |
| 0     | 75 a 79 | 4     |
| 8     | 70 a 74 | 4     |
| 0     | 65 a 69 | 4     |
| 4     | 60 a 64 | 8     |
| 0     | 55 a 59 | 0     |
| 8     | 50 a 54 | 8     |
| 12    | 45 a 49 | 8     |
| 4     | 40 a 44 | 4     |
| 12    | 35 a 39 | 8     |
| 4     | 30 a 34 | 8     |
| 0     | 25 a 29 | 0     |
| 4     | 20 a 24 | 4     |
| 4     | 15 a 19 | 16    |
| 4     | 10 a 14 | 12    |
| 4     | 5 a 9   | 4     |
| 0     | 0 a 4   | 8     |

## Economia
El 2007 la població en edat de treballar era de 113 persones, 89 eren actives i 24 eren inactives. De les 89 persones actives 84 estaven ocupades (50 homes i 34 dones) i 5 estaven aturades (4 homes i 1 dona). De les 24 persones inactives 11 estaven jubilades, 3 estaven estudiant i 10 estaven classificades com a «altres inactius».

### Ingressos
El 2009 a Lagarde-sur-le-Né hi havia 71 unitats fiscals que integraven 170 persones, la mediana anual d'ingressos fiscals per persona era de 17.861 €.

### Activitats econòmiques
Dels 8 establiments que hi havia el 2007, 2 eren d'empreses de construcció, 3 d'empreses de comerç i reparació d'automòbils, 1 d'una empresa de transport i 2 d'empreses classificades com a «altres activitats de serveis».
Els 2 serveis als particulars que hi havia el 2009 eren paletes.
L'any 2000 a Lagarde-sur-le-Né hi havia 8 explotacions agrícoles que ocupaven un total de 295 hectàrees.

## Poblacions més properes
El següent diagrama mostra les poblacions més properes.